# Daniele Mannini
Daniele Mannini (ur. 25 października 1983 w Viareggi) – włoski piłkarz grający w na pozycji pomocnika. Obecnie gra w Sienie.